# Kamionka (gmina w województwie nowogródzkim)
Kamionka – dawna gmina wiejska istniejąca do 1939 roku w województwie białostockim/województwie nowogródzkim w Polsce (obecnie na Białorusi). Siedzibą gminy była Kamionka.
Na początku okresu międzywojennego gmina Kamionka należała do powiatu grodzieńskiego w woj. białostockim.
29 maja 1929 roku gmina weszła w skład nowo utworzonego powiatu szczuczyńskiego w woj. nowogródzkim.
21 czerwca 1929 roku do gminy Kamionka przyłączono część obszaru zniesionej gminy Dziembrów (miasteczko Dziembrów, wsie Prudce, Zawałki, Sawicze, Spuszcza Stara i Spuszcza Nowa, okolicę Chamowszczyzna oraz folwarki Dziembrów i Spuszcza).
Po wojnie obszar gminy Kamionka został odłączony od Polski i włączony w struktury administracyjne Białoruskiej SRR.

## Demografia
Według spisu powszechnego z 1921 roku, gminę zamieszkiwało 4989 osób, w tym  4310 (86%) Polaków i 679 (14%) Białorusinów.